# Нарач
Нарач (блр. Нарач; рус. На́рочь) је варош (городской курортный посёлок) и популарно одмаралиште у северном делу Републике Белорусије. Административно је део Мјадзељског рејона Минске области. 
Најважнија привредна делатност у насељу је туризам.

## Географски положај
Насеље се налази у зони белоруског појезерја на северозападној обали језера Нарач (највећег језера у Белорусији). Налази се на око 18 км северно од града Мјадзела. Аутопутем је повезан са главним градом земље Минском на југу. На око 4 км северно од насеља налази се истоимено село (некадашњи Кобиљник).

## Историја
На месту данашњег насеља све до средине XX века налазила су се рибарска села Купа, Урлики, Журавка и Степеново. Код села Купе је све до Другог светског рата је постојала мања марина и јахт клуб.
Село Купу је 1964. заменило одмаралиште које је од 1999. и главно седиште Нарачанског анционалног парка.

## Демографија
Према процени за 2011. у вароши је живело 2.759 становника.
| 2009. | 2010. | 2011. |
| ----- | ----- | ----- |
| 2.825 | 2.932 | 2.759 |